# François-Paul Brueys d'Aigalliers
François-Paul Brueys d'Aigalliers, Conde de Brueys (Uzès, Gard, 12 de fevereiro de 1753 - Abukir, 1 de agosto de 1798), foi um militar francês que comandou as forças navais francesas na Batalha do Nilo, na qual estas foram derrotadas pela Marinha Real Britânica, sob o comando de Horatio Nelson. Brueys atingiu o posto de Vice-Almirante e fez parte da maçonaria na Loja La Bonne Foi em Montauban.

## Vida

### Pré-Revolução
Brueys nasceu em uma família aristocrática na Rue Boucairie, Uzès, sul da França, em uma casa que agora ostenta uma placa com seu nome. Ingressando na marinha aos 13 anos, foi voluntário no navio-de-linha Protecteur em 1766, serviu em várias campanhas no Levante. Tornando-se um Garde de la marine em 1768, lutou na expedição de Túnis na fragata Atalante e na campanha de Saint Domingue no navio de linha Actionnaire, embora tenha sido forçado a deixar este último devido a doença e retornar à França, onde atuou em estabelecimentos costeiros, principalmente na costa mediterrânea da França.
Ele subiu para enseigne de vaisseau em 1777 e tenente de vaisseau em abril de 1780, antes de servir no navio-de-linha Terrible, em seguida, o Zélé no esquadrão de Guichen. Ele lutou em três batalhas contra o almirante Rodney em abril e maio de 1780, depois na batalha contra a frota de Hood antes de Fort-de-France em abril de 1781. Ele esteve presente em todas as batalhas envolvendo o esquadrão de Grasse, incluindo o Chesapeake (setembro de 1781) e a captura de Saint Kitts em fevereiro de 1782. Ele então se mudou para a fragata Vestale, por acaso não estava presente na batalha de Les Saintes. Ele foi feito um chevalier de Saint-Louisno final da guerra.
Na paz foi colocado no comando do aviso Chien de Chasse, com o qual passou quatro anos nas Antilhas e ao largo da costa americana. Em 1787 passou a comandar outro aviso, o Coureur, que cruzava as costas da América Latina. Ele então retornou à França para comandar o fluyt Barbeau antes de tirar uma licença de um ano (1788-1789). Em 1790 comandou a corveta Poulette. Ele a navegou de Toulon para Argel com M. Vallière, cônsul geral da França na Argélia. Ela também carregava despachos para a estação naval e cônsules franceses no Levante.

### Guerras revolucionárias
Ele viu a família aristocrática e amigos mortos durante o Reinado do Terror, mas conseguiu evitar tal destino. Ele não emigrou e até foi promovido a capitão de vaisseau em 1º de janeiro de 1792, antes de ser colocado no comando do navio de linha Le Lys em Toulon (renomeado le Tricolore na queda da monarquia). Ele lutou nas campanhas empreendidas pela frota do almirante Truguet - o bombardeio de Oneglia, a operação de Nápoles liderada por Latouche-Tréville e, finalmente, o ataque a Cagliari na Sardenha.
No caso de Toulon, as autoridades da cidade o prenderam. Um decreto da Convenção Nacional em setembro de 1793 o destituiu de sua posição de nobre. O ministério de Truguet em 1795 restaurou sua posição e ele recebeu a promoção a contra-almirante no ano seguinte. Ele comandou as forças navais francesas no Adriático de 1796 a 1798, arvorando sua bandeira no navio-de-linha Guillaume Tell. Ele transportou tropas para as Ilhas Jônicas e apoiou a campanha de Bonaparte na Itália bloqueando as costas, mas mantendo as linhas de abastecimento abertas às tropas de Bonaparte.

### Egito
Bonaparte notou a conduta de Brueys na Itália e o nomeou comandante-em-chefe da frota que transportaria seu exército para a campanha egípcia, com o posto de vice-almirante e arvorando sua bandeira no Oriente. A frota partiu de Toulon em 19 de maio de 1798.
Ele conseguiu evitar as tentativas britânicas de impedir que a frota francesa chegasse ao Egito, chegando a Malta e depois (em 1º de julho de 1798) a Alexandria sem incidentes. Assim que as tropas terrestres foram desembarcadas, ele foi supostamente ordenado por Bonaparte a ancorar no porto de Alexandria ou retornar rapidamente à França, Malta ou Corfu. Citando a preocupação de que o porto de Alexandria fosse muito raso e difícil de entrar para seus grandes navios de guerra, e não querendo deixar o Egito até que a situação do exército francês fosse assegurada, ele optou por ancorar na baía de Aboukir para aguardar os britânicos.
Conhecendo a má qualidade de seus navios e tripulações, ele preferiu guardar uma posição defensiva do que tomar a ofensiva e se recusou a levantar âncora quando Horatio Nelson atacou sua frota na noite de 1º de agosto de 1798. Na Batalha do Nilo que se seguiu, o Oriente lutou contra o HMS Bellerophon, causando grandes danos, mas recebendo pouco apoio, especialmente da retaguarda sob Denis Decrès e Villeneuve. Já ferido duas vezes durante o dia e quase cortado ao meio por um tiro de canhão, Brueys morreu em seu posto de comando por volta das 21h. De acordo com um relato britânico, após um tiroteio que arrancou as duas pernas, ele se amarrou a uma poltrona no convés para que pudesse continuar a dirigir a luta. Seu navio explodiu uma hora depois, depois que um incêndio a bordo atingiu os depósitos de pólvora. A explosão resultante foi vista a quilômetros de distância e pode ter matado até 800 tripulantes do navio.
Brueys foi criticado na França por permanecer ancorado até o momento do ataque, mas Bonaparte respondeu a tais críticas dizendo "Se, neste evento desastroso, ele cometeu erros, ele os expiou por seu fim glorioso". Seu nome aparece no pilar sul (23ª coluna) do Arco do Triunfo em Paris.